# Pilec (gromada)
Pilec – dawna gromada, czyli najmniejsza jednostka podziału terytorialnego Polskiej Rzeczypospolitej Ludowej w latach 1954–1972.
Gromady, z gromadzkimi radami narodowymi (GRN) jako organami władzy najniższego stopnia na wsi, funkcjonowały od reformy reorganizującej administrację wiejską przeprowadzonej jesienią 1954 do momentu ich zniesienia z dniem 1 stycznia 1973, tym samym wypierając organizację gminną w latach 1954–1972.
Gromadę Pilec z siedzibą GRN w Pilcu utworzono – jako jedną z 8759 gromad na obszarze Polski – w powiecie kętrzyńskim w woj. olsztyńskim na mocy uchwały nr 15 WRN w Olsztynie z dnia 4 października 1954. W skład jednostki weszły obszary dotychczasowych gromad Pilec i Widryny oraz miejscowości Pasterzewo i Fiugaty z dotychczasowej gromady Pasterzewo ze zniesionej gminy Bezławki  w tymże powiecie. Dla gromady ustalono 9 członków gromadzkiej rady narodowej.
Gromadę zniesiono 1 stycznia 1958, a jej obszar włączono do gromady Wilkowo (PGR Wólka Pilecka) oraz do znoszonej gromady Pieckowo (wsie Pasterzewo, Spiglówka, Widryny i Pilec, PGR-y Fiugaty i Spigiel oraz osady Niewodnica i Skatniki) w tymże powiecie.